# Nihon ryakki
Il Nihon ryakki o Nihon ryakuki (日本略記? "Breve testimonianza sul Giappone") è una cronologia della storia giapponese, pubblicata per la prima volta nel 1596. Si tratta di uno dei testi più antichi in cui si fa menzione delle kitsune.